# Lilian Serpas
Lilian Serpas Gutiérrez, född 24 mars 1905 i San Salvador i El Salvador, död där 10 oktober 1985, var en salvadoriansk poet som har ansetts vara en av de viktigaste kvinnliga rösterna i den samtida centralamerikanska poesin. Serpas omnämns bland annat i Roberto Bolaños roman Amulett; det antyds att hon bland annat skulle ha haft ett sexuellt förhållande med Che Guevara.

## Biografi
Serpas var dotter till den salvadorianske författaren Carlos Serpas, som dog när Serpas enbart var tre år gammal, och Doña Josefa de los Ángeles Gutiérrez. I hemmet var andra författare och litterära människor ofta på besök under uppväxten, bland annat Francisco Gavidia. Serpas fick en ovanligt gedigen utbildning för att vara en kvinna i El Salvador vid tiden, och hon började tidigt att skriva poesi. Den första diktsamlingen färdigställde hon 1915, även om den inte gavs ut förrän 1929 under titeln Nacar.
1927 gavs debutsamlingen ut, med titeln Urna de ensueños. Samlingen fick ett förord av Juan Ramón Uriarte. Kort därpå flyttade Serpas till USA, där hon bodde fram till 1939. Där mötte hon även sin blivande make, den amerikanske konstnären Carlos Coffeen. De fick tre söner: Carlos, Fernano och Reginaldo Coffeen Serpas. 1947 gavs diktsamlingen Huésped de la eternidad, och 1951 La flauta de los pétalos i Mexiko. Därefter dröjde det till 1970 innan nästa verk gavs ut, Girofonía de las estrellas.
Under Vietnamkriget dog en av hennes söner, vilket ledde till återkommande depressioner i hennes liv. Hon återvände till San Salvador men skrev inget på länge. Några av hennes samlingar gavs ut på nytt, bland annat La flauta de los pétalos, med illustrationer av hennes äldsta son. 1982 gavs hennes sista diktsamling ut, Meridiano de orquídea y niebla, med dikter skrivna mellan 1945 och 1957.